# Colombières-sur-Orb
Colombières-sur-Orb è un comune francese di 482 abitanti situato nel dipartimento dell'Hérault nella regione dell'Occitania.

## Società

### Evoluzione demografica
Abitanti censiti